# Italia ai Giochi della X Olimpiade
L'Italia partecipò ai Giochi della X Olimpiade svoltisi a Los Angeles dal 30 luglio al 14 agosto 1932, con una delegazione di 102 atleti.

## Medaglie

### Medagliere per discipline[2]
| Sport             | Oro | Argento | Bronzo | Totale |
| ----------------- | --- | ------- | ------ | ------ |
| Ginnastica        | 4   | 1       | 2      | 7      |
| Ciclismo          | 3   | 1       | 1      | 5      |
| Scherma           | 2   | 4       | 2      | 8      |
| Lotta             | 1   | 1       | 2      | 4      |
| Atletica leggera  | 1   | 0       | 2      | 3      |
| Tiro              | 1   | 0       | 1      | 2      |
| Canottaggio       | 0   | 2       | 1      | 3      |
| Pugilato          | 0   | 2       | 0      | 2      |
| Sollevamento pesi | 0   | 1       | 1      | 2      |
| Totale            | 12  | 12      | 12     | 36     |

### Medaglie d'oro
| Medaglia | Nome                                                                       | Sport            | Evento                      |
| -------- | -------------------------------------------------------------------------- | ---------------- | --------------------------- |
| Oro      | Luigi Beccali                                                              | Atletica leggera | 1500 metri                  |
| Oro      | Nino Borsari Marco Cimatti Alberto Ghilardi Paolo Pedretti                 | Ciclismo         | Inseguimento a squadre      |
| Oro      | Attilio Pavesi                                                             | Ciclismo         | Corsa su strada individuale |
| Oro      | Giuseppe Olmo Attilio Pavesi Guglielmo Segato                              | Ciclismo         | Corsa su strada a squadre   |
| Oro      | Romeo Neri                                                                 | Ginnastica       | Concorso individuale        |
| Oro      | Romeo Neri                                                                 | Ginnastica       | Parallele                   |
| Oro      | Savino Guglielmetti                                                        | Ginnastica       | Volteggio                   |
| Oro      | Oreste Capuzzo Savino Guglielmetti Mario Lertora Romeo Neri Franco Tognini | Ginnastica       | Concorso a squadre          |
| Oro      | Giovanni Gozzi                                                             | Lotta            | Greco-romana pesi piuma     |
| Oro      | Gustavo Marzi                                                              | Scherma          | Fioretto individuale        |
| Oro      | Giancarlo Cornaggia-Medici                                                 | Scherma          | Spada individuale           |
| Oro      | Renzo Morigi                                                               | Tiro             | Pistola 25m                 |

### Medaglie d'argento
| Medaglia | Nome | Sport             | Evento                  |
| -------- | --- | ----------------- | ----------------------- |
| Argento  | Guglielmo Segato | Ciclismo          | Maratona                |
| Argento  | Omero Bonoli | Ginnastica        | Cavallo con maniglie    |
| Argento  | Riccardo Divora Bruno Parovel Giovanni Plazzer Giovanni Scher Bruno Vattovaz (tim.)                                                                | Canottaggio       | Quattro con             |
| Argento  | Mario Balleri Renato Barbieri Dino Barsotti Renato Bracci Vittorio Cioni Guglielmo Del Bimbo Enrico Garzelli Roberto Vestrini Cesare Milani (tim.) | Canottaggio       | Otto                    |
| Argento  | Marcello Nizzola | Lotta             | Greco-romana pesi piuma |
| Argento  | Gino Rossi | Pugilato          | Pesi Massimi Leggeri    |
| Argento  | Luigi Rovati | Pugilato          | Pesi Massimi            |
| Argento  | Giulio Gaudini | Scherma           | Sciabola individuale    |
| Argento  | Giulio Gaudini Gioacchino Guaragna Gustavo Marzi Giorgio Pessina Ugo Pignotti Rodolfo Terlizzi                                                     | Scherma           | Fioretto a squadre      |
| Argento  | Carlo Agostoni Giancarlo Cornaggia-Medici Renzo Minoli Saverio Ragno Franco Riccardi                                                               | Scherma           | Spada a squadre         |
| Argento  | Renato Anselmi Arturo De Vecchi Giulio Gaudini Gustavo Marzi Ugo Pignotti Emilio Salafia                                                           | Scherma           | Sciabola a squadre      |
| Argento  | Carlo Galimberti | Sollevamento pesi | Pesi medi               |

### Medaglie di bronzo
| Medaglia | Nome                                                                          | Sport             | Evento               |
| -------- | ----------------------------------------------------------------------------- | ----------------- | -------------------- |
| Bronzo   | Ugo Frigerio                                                                  | Atletica leggera  | marcia 50 km         |
| Bronzo   | Giuseppe Castelli Ruggero Maregatti Gabriele Salviati Edgardo Toetti          | Atletica leggera  | Staffetta 4 x 100 m  |
| Bronzo   | Francesco Cossu Giliante D'Este Antonio Ghiardello Antonio Garzoni Provenzani | Canottaggio       | Quattro senza        |
| Bronzo   | Bruno Pellizzari                                                              | Ciclismo          | Velocità             |
| Bronzo   | Giovanni Lattuada                                                             | Ginnastica        | Anelli               |
| Bronzo   | Ercole Gallegati                                                              | Lotta             | Pesi medio-leggeri   |
| Bronzo   | Mario Gruppioni                                                               | Lotta             | Pesi medio-massimi   |
| Bronzo   | Giulio Gaudini                                                                | Scherma           | Fioretto individuale |
| Bronzo   | Carlo Agostoni                                                                | Scherma           | Spada individuale    |
| Bronzo   | Gastone Pierini                                                               | Sollevamento pesi | Pesi leggeri         |
| Bronzo   | Domenico Matteucci                                                            | Tiro              | Pistola 25m          |
| Bronzo   | Mario Lertora                                                                 | Ginnastica        | Corpo libero         |

### Plurimedagliati
| Nome                       | Sport      | Oro | Argento | Bronzo | Totale |
| -------------------------- | ---------- | --- | ------- | ------ | ------ |
| Romeo Neri                 | Ginnastica | 3   | 0       | 0      | 3      |
| Savino Guglielmetti        | Ginnastica | 2   | 0       | 0      | 2      |
| Attilio Pavesi             | Ciclismo   | 2   | 0       | 0      | 2      |
| Gustavo Marzi              | Scherma    | 1   | 1       | 2      | 4      |
| Giancarlo Cornaggia-Medici | Scherma    | 1   | 1       | 0      | 2      |
| Guglielmo Segato           | Ciclismo   | 1   | 1       | 0      | 2      |
| Mario Lertora              | Ginnastica | 1   | 0       | 1      | 2      |